# Формула Эйлера (дифференциальная геометрия)

Нормальные сечения поверхности и нормальные кривизны

Формула Эйлера — формула, позволяющая вычислить нормальную кривизну поверхности.
Названа в честь Леонарда Эйлера, который доказал её в 1760 году.

## Формулировка
Пусть {\displaystyle \Phi } есть регулярная поверхность в трёхмерном евклидовом пространстве.
Пусть {\displaystyle p} — точка {\displaystyle \Phi ,} {\displaystyle T_{p}} — касательная плоскость к {\displaystyle \Phi } в точке {\displaystyle p,} {\displaystyle n} — единичная нормаль к {\displaystyle \Phi } в точке {\displaystyle p,} а {\displaystyle \pi _{e}} — плоскость, проходящая через {\displaystyle n} и некоторый единичный вектор {\displaystyle e} в {\displaystyle T_{p}}.
Кривая {\displaystyle \gamma _{e},} получающаяся как пересечение плоскости {\displaystyle \pi _{e}} с поверхностью {\displaystyle \Phi ,} называется нормальным сечением поверхности {\displaystyle \Phi } в точке {\displaystyle p} в направлении {\displaystyle e.}
Величина
{\displaystyle \kappa _{e}=k\cdot n}
где {\displaystyle \cdot } обозначает скалярное произведение, а {\displaystyle k} — вектор кривизны {\displaystyle \gamma _{e}} в точке {\displaystyle p}, называется нормальной кривизной поверхности {\displaystyle \Phi } в направлении {\displaystyle e}.
С точностью до знака нормальная кривизна равна кривизне кривой {\displaystyle \gamma _{e}}.
В касательной плоскости {\displaystyle T_{p}} существуют два перпендикулярных направления {\displaystyle e_{1}} и {\displaystyle e_{2}} такие, что нормальную кривизну в произвольном направлении можно представить с помощью так называемой формулы Эйлера:
{\displaystyle \kappa _{e}=\kappa _{1}\cos ^{2}\alpha +\kappa _{2}\sin ^{2}\alpha }
где {\displaystyle \alpha } — угол между этим направлением и {\displaystyle e_{1}}, a величины {\displaystyle \kappa _{1}} и {\displaystyle \kappa _{2}} нормальные кривизны в направлениях {\displaystyle e_{1}} и {\displaystyle e_{2}}, они называются главными кривизнами, а направления {\displaystyle e_{1}} и {\displaystyle e_{2}} — главными направлениями поверхности в точке {\displaystyle p}.
Главные кривизны являются экстремальными значениями нормальных кривизн.
Структуру нормальных кривизн в данной точке поверхности удобно графически изображать с помощью индикатрисы Дюпена.